# Pseudodanthonia
Pseudodanthonia es un género  de plantas herbáceas de la familia de las poáceas. Es originario del Himalaya.

## Especies seleccionadas
- Pseudodanthonia himalaica
- Pseudodanthonia trigyna